# Associazione Sportiva Acireale 1993-1994
Questa voce raccoglie le informazioni riguardanti l'Associazione Sportiva Acireale nelle competizioni ufficiali della stagione 1993-1994.

## Stagione
In seguito allo scandalo del caso Siracusa-Perugia, l'Acireale ottiene l'ammissione in Serie B per l'annata 1993-1994, in virtù della revoca della promozione dei perugini, che avevano battuto a Foggia gli acesi nello spareggio promozione; dunque milita così, per la prima volta in assoluto, tra i cadetti. 
L'allenatore Giuseppe Papadopulo e quasi tutti i calciatori, protagonisti di un esaltante campionato targato Serie C1 1992-1993, vengono confermati e nella rosa sono inseriti dei rinforzi, provenienti da squadre maggiori e da squadre della Serie C1, tra cui, i più importanti, un giovane attaccante di nome Arturo Di Napoli dalle giovanili dell'Inter, che segnerà il suo primo gol in carriera a stagione in corso, l'attaccante Fabio Lucidi dal Siracusa, i centrocampisti Morris Manolo Ripa dalla Lazio e Salvatore Tarantino dai rivali del Giarre (che l'anno prima avevano sfiorato il salto di categoria per pochi punti) e i difensori Mario Solimeno dalla Casertana e Claudio Mascheretti dall'Atalanta; quest'ultimo diverrà il difensore che ha messo più reti a segno con la matricola siciliana (3).
In occasione del ripescaggio venne inaugurato il nuovo Stadio Tupparello, un impianto sportivo per la disputa delle partite di Serie B e capace di ospitare più di 10.000 spettatori.
La squadra chiude il campionato, vinto dalla retrocessa, blasonata e favorita del pronostico Fiorentina di Gabriel Batistuta e di Stefan Effenberg, al 16º piazzamento finale, dopo aver vinto a Salerno, allo Stadio Arechi ai calci di rigore (4-3) lo spareggio contro il Pisa.
Tra i risultati all'esordio storico in Serie B si ricordano il pareggio in casa con i viola della Fiorentina (0-0), la vittoria nel derby con il Palermo (1-0) nel girone di ritorno e altre vittorie e pareggi importanti contro altri club di valore, come Bari ed Hellas Verona di un giovane Pippo Inzaghi.
In Coppa Italia l'Acireale viene eliminato nel 1º turno, perdendo (0-1) la sfida casalinga contro i pari di categoria dell'Ascoli, di Oliver Bierhoff.

## Organigramma societario
- Allenatore: Giuseppe Papadopulo
- Vice allenatore: Rosario Foti

## Rosa
| N. |                   | Ruolo | Calciatore           |
| -- | ----------------- | ----- | -------------------- |
|    | Italia (bandiera) | P     | Carmine Amato        |
|    | Italia (bandiera) | D     | Maurizio Anastasi    |
|    | Italia (bandiera) | D     | Giuseppe Bonanno     |
|    | Italia (bandiera) | C     | Marco Delfino        |
|    | Italia (bandiera) | C     | Nunzio Dario Di Dio  |
|    | Italia (bandiera) | A     | Arturo Di Napoli     |
|    | Italia (bandiera) | C     | Fabio Favi           |
|    | Italia (bandiera) | C     | Marcello Guglielmino |
|    | Italia (bandiera) | D     | Piero Infantino      |
|    | Italia (bandiera) | C     | Pasquale Logiudice   |
|    | Italia (bandiera) | A     | Fabio Lucidi         |
|    | Italia (bandiera) | D     | Claudio Mascheretti  |
|    | Italia (bandiera) | C     | Walter Mazzarri      |

| N. |                   | Ruolo | Calciatore                   |
| -- | ----------------- | ----- | ---------------------------- |
|    | Italia (bandiera) | D     | Roberto Miggiano             |
|    | Italia (bandiera) | D     | Elio Migliaccio              |
|    | Italia (bandiera) | C     | Giacomo Modica               |
|    | Italia (bandiera) | A     | Alessandro Morello           |
|    | Italia (bandiera) | D     | Angelo Pagliaccetti          |
|    | Italia (bandiera) | C     | Gaetano Palladino            |
|    | Italia (bandiera) | C     | Morris Manolo Ripa           |
|    | Italia (bandiera) | C     | Francesco Alessandro Rispoli |
|    | Italia (bandiera) | D     | Mario Solimeno               |
|    | Italia (bandiera) | A     | Orazio Sorbello              |
|    | Italia (bandiera) | C     | Salvatore Tarantino          |
|    | Italia (bandiera) | P     | Corrado Vaccaro              |

## Risultati

### Campionato

#### Girone di andata
| Arbitro: | Franceschini (Bari) |

|                               |           |                      |
| Monaco 31’ Bonanno 75’ (aut.) | Marcatori | 73’ (rig.) Tarantino |

| Arbitro: | Arena (Ercolano) |

|                     |           |  |
| Sorbello 50’ (rig.) | Marcatori |  |

| Arbitro: | Tombolini (Ancona) |

|              |           |  |
| B. Russo 24’ | Marcatori |  |

| Arbitro: | Bonfrisco (Monza) |

|                 |           |                              |
| Mascheretti 48’ | Marcatori | 58’ Scarafoni 63’ Calcaterra |

| Arbitro: | Treossi (Forlì) |

|                                      |           |                 |
| Dicara 50’ Sivebaek 75’ Compagno 84’ | Marcatori | 17’ Mascheretti |

| Arbitro: | Fucci (Salerno) |

|                         |           |               |
| Tarantino 8’ Di Dio 78’ | Marcatori | 43’, 53’ Neri |

| Acireale 10 ottobre 1993 7ª giornata | Acireale      | 0 – 0 | Padova | Stadio Tupparello\| Arbitro: \| Rosica (Roma) \| |
| Arbitro:                             | Rosica (Roma) |       |        |                                                  |

| Arbitro: | Pacifici (Roma) |

|               |           |                     |
| Lorenzini 35’ | Marcatori | 30’ (rig.) Sorbello |

| Arbitro: | Dinelli (Lucca) |

|                     |           |              |
| Sorbello 79’ (rig.) | Marcatori | 85’ Bierhoff |

| Monza 31 ottobre 1993 10ª giornata | Monza          | 0 – 0 | Acireale | Stadio Brianteo\| Arbitro: \| Nepi (Viterbo) \| |
| Arbitro:                           | Nepi (Viterbo) |       |          |                                                 |

| Acireale 14 novembre 1993 11ª giornata | Acireale           | 0 – 0 | Cosenza | Stadio Tupparello\| Arbitro: \| Rodomonti (Teramo) \| |
| Arbitro:                               | Rodomonti (Teramo) |       |         |                                                       |

| Arbitro: | Bolognino (Milano) |

|                |           |                |
| Insanguine 70’ | Marcatori | 50’ A. Morello |

| Acireale 28 novembre 1993 13ª giornata | Acireale         | 0 – 0 | Fiorentina | Stadio Tupparello\| Arbitro: \| Cardona (Milano) \| |
| Arbitro:                               | Cardona (Milano) |       |            |                                                     |

| Arbitro: | Collina (Viareggio) |

|             |           |  |
| Rizzolo 15’ | Marcatori |  |

| Arbitro: | Franceschini (Bari) |

|                                     |           |                              |
| Sorbello 36’ (rig.), 38’ Modica 50’ | Marcatori | 32’, 49’ Vieri 71’ Buonocore |

| Vicenza 18 dicembre 1993 16ª giornata | Vicenza         | 0 – 0 | Acireale | Stadio Romeo Menti\| Arbitro: \| Dinelli (Lucca) \| |
| Arbitro:                              | Dinelli (Lucca) |       |          |                                                     |

| Acireale 2 gennaio 1994 17ª giornata | Acireale           | 0 – 0 | Modena | Stadio Tupparello\| Arbitro: \| Stafoggia (Pesaro) \| |
| Arbitro:                             | Stafoggia (Pesaro) |       |        |                                                       |

| Bari 9 gennaio 1994 18ª giornata | Bari          | 0 – 0 | Acireale | Stadio San Nicola\| Arbitro: \| Lana (Torino) \| |
| Arbitro:                         | Lana (Torino) |       |          |                                                  |

| Arbitro: | Bolognino (Milano) |

|            |           |                     |
| Di Dio 57’ | Marcatori | 62’ (rig.) Agostini |

#### Girone di ritorno
| Arbitro: | Braschi (Prato) |

|                     |           |              |
| Sorbello 20’ (rig.) | Marcatori | 42’ Petrachi |

| Arbitro: | Bonfrisco (Monza) |

|                                     |           |                |
| Inzaghi 33’ Pessotto 64’ Lunini 79’ | Marcatori | 17’ A. Morello |

| Arbitro: | Nepi (Viterbo) |

|                                        |           |                     |
| B. Russo 29’ (aut.) Baraldi 38’ (aut.) | Marcatori | 49’ (rig.) Pistella |

| Arbitro: | Tombolini (Ancona) |

|                                            |           |              |
| Dolcetti 20’, 60’ Zagati 57’ Scarafoni 80’ | Marcatori | 56’ Sorbello |

| Arbitro: | Collina (Viareggio) |

|            |           |             |
| Lucidi 36’ | Marcatori | 9’ Compagno |

| Arbitro: | Quartuccio (Torre Annunziata) |

|                     |           |                       |
| Lerda 27’ Sabau 87’ | Marcatori | 53’ (rig.) A. Morello |

| Arbitro: | Pacifici (Roma) |

|                           |           |  |
| Galderisi 46’, 60’ (rig.) | Marcatori |  |

| Arbitro: | Lana (Torino) |

|                |           |                        |
| Mascheretti 3’ | Marcatori | 8’ Muzzi 70’ Lorenzini |

| Arbitro: | Franceschini (Bari) |

|              |           |  |
| Bierhoff 69’ | Marcatori |  |

| Arbitro: | Brignoccoli (Ancona) |

|                           |           |               |
| A. Morello 37’ Di Dio 88’ | Marcatori | 90’ Valtolina |

| Cosenza 9 aprile 1994 30ª giornata | Cosenza             | 0 – 0 | Acireale | Stadio San Vito\| Arbitro: \| Borriello (Mantova) \| |
| Arbitro:                           | Borriello (Mantova) |       |          |                                                      |

| Arbitro: | Dinelli (Lucca) |

|                                    |           |                     |
| A. Morello 62’ F. Rossi 90’ (aut.) | Marcatori | 87’ (rig.) Masolini |

| Arbitro: | Trentalange (Torino) |

|             |           |  |
| Tedesco 68’ | Marcatori |  |

| Arbitro: | Bettin (Padova) |

|                        |           |  |
| Campofranco 90’ (aut.) | Marcatori |  |

| Arbitro: | Boggi (Salerno) |

|          |           |            |
| Vieri 2’ | Marcatori | 79’ Di Dio |

| Arbitro: | Ceccarini (Livorno) |

|                              |           |  |
| D'Ignazio Pulpito 42’ (aut.) | Marcatori |  |

| Arbitro: | Bettin (Padova) |

|             |           |               |
| Bertoni 86’ | Marcatori | 44’ Logiudice |

| Arbitro: | Cesari (Genova) |

|               |           |  |
| Logiudice 90’ | Marcatori |  |

| Arbitro: | Baldas (Trieste) |

|             |           |              |
| Hervatin 1’ | Marcatori | 41’ Sorbello |

### Spareggio salvezza
| Arbitro: | Boggi (Salerno) |

|                                           |                      |                                  |
| Tarantino Favi Migliaccio Mazzarri Modica | Tiri di rigore 4 – 3 | Rocco Rotella Bosco Farris Susic |

## Coppa Italia
| Arbitro: | Dinelli (Lucca) |

|  |           |                |
|  | Marcatori | 36’ Zanoncelli |